# 绍辛
绍辛是德国梅克伦堡-前波美拉尼亚州的一个市镇。总面积11.41平方公里，总人口253人，其中男性131人，女性122人（2011年12月31日），人口密度22人/平方公里。